# Eparchia uriupińska
Eparchia uriupińska – jedna z eparchii Rosyjskiego Kościoła Prawosławnego, z siedzibą w Uriupinsku.
Eparchia została erygowana decyzją Świętego Synodu Rosyjskiego Kościoła Prawosławnego z 15 marca 2012 poprzez wydzielenie z eparchii wołgogradzkiej i kamyszyńskiej. Od momentu powstania jest częścią składową metropolii wołgogradzkiej. Jej pierwszym ordynariuszem został 31 marca 2012 biskup Elizeusz (Fomkin).